# Stauntonia grandiflora
Stauntonia grandiflora är en narrbuskeväxtart som först beskrevs av Réaub., och fick sitt nu gällande namn av Christenh.. Stauntonia grandiflora ingår i släktet Stauntonia och familjen narrbuskeväxter. Inga underarter finns listade i Catalogue of Life.